# NCAPD3
NCAPD3‏ (Non-SMC condensin II complex subunit D3) هوَ بروتين يُشَفر بواسطة جين NCAPD3 في الإنسان.

## الوظيفة
NCAPD3 (Non-SMC condensin II complex subunit D3) هو جزء من مركب "كوندنسين II" الذي يلعب دورًا حيويًا في تجميع وتنظيم الكروموسومات أثناء انقسام الخلايا. يعمل كأحد المكونات غير الأساسية (non-SMC) لهذا المركب، مما يساعد في تشكيل الكروموسومات المتراصة بشكل صحيح استعدادًا للانقسام الخلوي [1، 5].
بشكل أكثر تفصيلاً:
- مركبات الكوندنسين:  هي بروتينات تلعب دورًا رئيسيًا في تنظيم الكروموسومات، حيث تساعد في تجميعها وتكثيفها لتسهيل عملية الانقسام الخلوي (الانقسام المتساوي) [1، 5].
- كوندنسين II:  هو أحد أنواع مركبات الكوندنسين التي توجد في نواة الخلية خلال فترة الراحة (interphase) وتنتقل إلى الكروموسومات أثناء الانقسام الخلوي.
- NCAPD3:  هو أحد المكونات غير الأساسية (non-SMC) في مركب كوندنسين II. وهو ضروري لعمل مركب كوندنسين II بشكل صحيح في تنظيم الكروموسومات.
- أهمية NCAPD3:  بدون NCAPD3، قد لا يتم تجميع الكروموسومات بشكل صحيح، مما يؤدي إلى مشاكل في الانقسام الخلوي وربما يؤدي إلى عدم استقرار الجينوم.

باختصار، NCAPD3 هو بروتين أساسي في مركب كوندنسين II، والذي بدوره ضروري لتنظيم الكروموسومات أثناء انقسام الخلايا. 
- NON-SMC CONDENSIN II COMPLEX SUBUNIT D3; NCAPD3 - OMIM  Description. Condensin complexes I and II play essential roles in mitotic chromosome assembly and segregation. Both condensins con...  OMIM